# Blok 18
Blok 18 is een bestuurslaag in het regentschap Aceh Singkil van de provincie Atjeh, Indonesië. Blok 18 telt 462 inwoners (volkstelling 2010).